# Démographie de la Lituanie
Cet article contient des statistiques sur la démographie de la Lituanie.
Au 1er janvier 2015, la Lituanie comptait 2 921 262 habitants, contre 3 052 588 au 1er janvier 2011, selon Eurostat .

## Évolution de la population

### De 1960 à 2015
| Année | Population (au 1er janvier) | Naissances | Taux de natalité (‰) | Taux de fécondité (enfants par femme) | Décès  | Taux de mortalité (‰) | Taux de variation naturelle (‰) | Solde migratoire | Croissance démographique (‰) |
| ----- | --------------------------- | ---------- | -------------------- | ------------------------------------- | ------ | --------------------- | ------------------------------- | ---------------- | ---------------------------- |
| 1960  | 2 755 600                   | 62 485     | 22,5                 |                                       | 21 611 | 7,8                   | 14,7                            | 5 026            | 16,5                         |
| 1965  | 2 953 600                   | 53 818     | 18,1                 |                                       | 23 467 | 7,9                   | 10,2                            | 5 349            | 12,0                         |
| 1970  | 3 118 941                   | 55 519     | 17,7                 |                                       | 28 048 | 8,9                   | 8,7                             | 14 025           | 13,2                         |
| 1975  | 3 288 510                   | 51 766     | 15,7                 |                                       | 31 265 | 9,5                   | 6,2                             | 5 783            | 8,0                          |
| 1980  | 3 404 194                   | 51 765     | 15,2                 |                                       | 35 871 | 10,5                  | 4,7                             | 2 122            | 5,3                          |
| 1985  | 3 528 698                   | 58 454     | 16,5                 |                                       | 39 169 | 11,1                  | 5,4                             | 12 405           | 8,9                          |
| 1990  | 3 693 708                   | 56 868     | 15,4                 | 2,03                                  | 39 760 | 10,8                  | 4,6                             | −8 848           | 2,2                          |
| 1995  | 3 642 991                   | 41 195     | 11,4                 | 1,55                                  | 45 306 | 12,5                  | - 1,1                           | −23 668          | - 7,7                        |
| 2000  | 3 512 074                   | 34 149     | 9,8                  | 1,39                                  | 38 919 | 11,1                  | - 1,4                           | −20 306          | - 7,2                        |
| 2005  | 3 355 220                   | 29 510     | 8,9                  | 1,29                                  | 43 799 | 13,2                  | - 4,3                           | −51 096          | - 19,7                       |
| 2010  | 3 141 976                   | 30 676     | 9,9                  | 1,50                                  | 42 120 | 13,6                  | - 3,7                           | −77 944          | - 28,9                       |
| 2015  | 2 921 262                   | 31 475     | 10,8                 | 1,70                                  | 41 776 | 14,4                  | - 3,5                           | −22 403          | - 11,3                       |

La natalité lituanienne, en chute libre depuis l'effondrement du bloc soviétique (à l'instar de tous ses voisins d'Europe orientale), semble se redresser depuis quelques années.

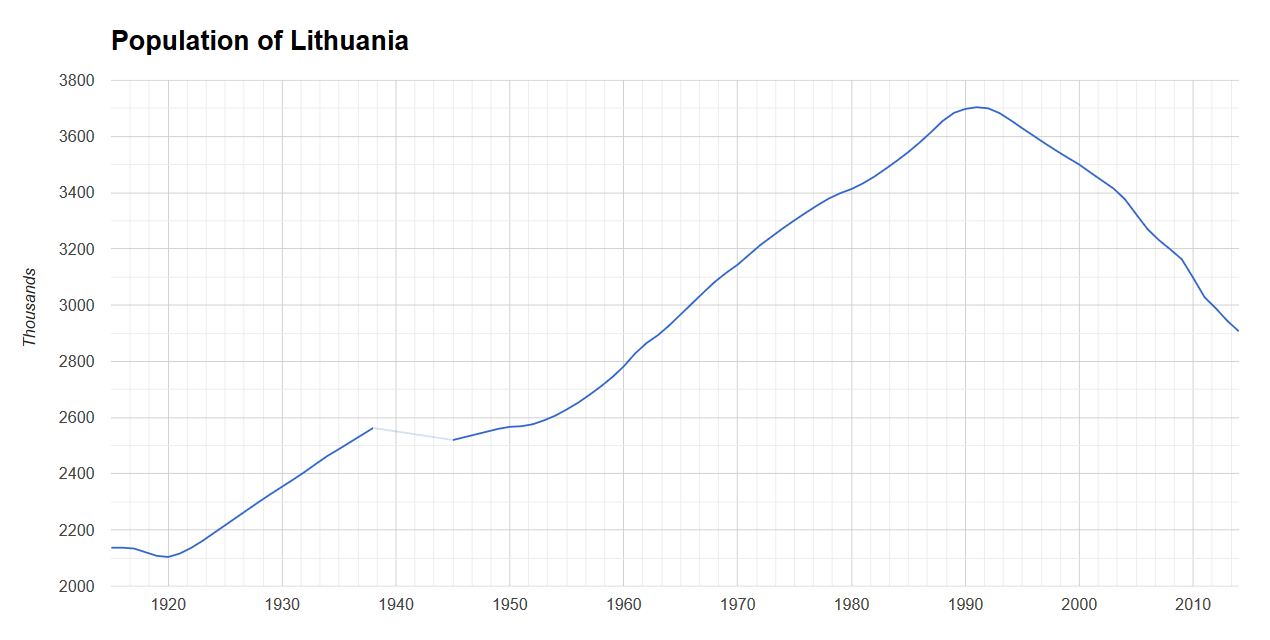
Courbe de la population de la Lituanie de 1915 à 2014.

### Projection démographique
L'évolution probable de la taille et de la structure de la population fait l'objet d'une projection tenant compte des tendances actuelles de l'évolution de la population avec comme année de référence 2015 :
| Année             | Population (au 1er janvier) - Projection de référence |
| ----------------- | ----------------------------------------------------- |
| 2020              | 2 749 762                                             |
| 2030              | 2 410 874                                             |
| 2040              | 2 128 883                                             |
| 2050              | 1 957 377                                             |
| 2060              | 1 837 895                                             |
| 2070              | 1 724 332                                             |
| 2080              | 1 658 478                                             |
| Source : Eurostat |                                                       |

## Composition ethnique
| Groupe ethnique | Recens. 1959 (en %) | Recens. 1970 (en %) | Recens. 1979 (en %) | Recens. 1989 (en %) | Recens. 2001 (en %) | Recens. 2011 (en %) |
| --------------- | ------------------- | ------------------- | ------------------- | ------------------- | ------------------- | ------------------- |
| Lituaniens      | 79,3                | 80,1                | 80,0                | 79,6                | 83,4                | 84,2                |
| Polonais        | 8,5                 | 7,7                 | 7,3                 | 7,0                 | 6,7                 | 6,6                 |
| Russes          | 8,5                 | 8,6                 | 8,9                 | 9,4                 | 6,3                 | 5,8                 |
| Biélorusses     | 1,1                 | 1,5                 | 1,7                 | 1,7                 | 1,2                 | 1,2                 |
| Ukrainiens      | 0,7                 | 0,8                 | 0,9                 | 1,2                 | 0,6                 | 0,5                 |
| Juifs           | 0,9                 | 0,8                 | 0,4                 | 0,3                 | 0,1                 | 0,1                 |
| Allemands       | 0,4                 | 0,1                 | 0,1                 | 0,1                 | 0,1                 | 0,1                 |
| Tatars          | 0,1                 | 0,1                 | 0,1                 | 0,1                 | 0,1                 | 0,1                 |
| Lettons         | 0,2                 | 0,2                 | 0,1                 | 0,1                 | 0,1                 | 0,1                 |
| Roms            | 0,1                 | 0,1                 | 0,1                 | 0,1                 | 0,1                 | 0,1                 |
| Estoniens       | 0,0                 | 0,0                 | 0,0                 | 0,0                 | 0,0                 | 0,0                 |
| Karaïstes       | 0,0                 | 0,0                 | 0,0                 | 0,0                 | 0,0                 | 0,0                 |
| Autres          | 0,2                 | 0,2                 | 0,3                 | 0,3                 | 1,2                 |                     |

|                   | 2021      | 2022      | 2023      |
| ----------------- | --------- | --------- | --------- |
| Population totale | 2 810 761 | 2 805 998 | 2 857 279 |
| Lituanie          | 2 790 760 | 2 771 688 | 2 758 906 |
| Total étrangers   | 17 794    | 32 180    | 96 398    |
| Ukraine           | 2 719     | 7 105     | 50 512    |
| Biélorussie       | 3 083     | 10 228    | 24 396    |
| Russie            | 7 813     | 8 432     | 10 003    |
| Apatrides         | 2 207     | 2 130     | 1 975     |
| Kirghizistan      | 31        | 372       | 1 416     |
| Ouzbékistan       | 87        | 413       | 1 016     |
| Tadjikistan       | 82        | 156       | 835       |

|                                    | 2011      | 2015      | 2016      | 2017      | 2018      | 2019      | 2020      | 2021      | 2022      | 2023      | 2024      |
| ---------------------------------- | --------- | --------- | --------- | --------- | --------- | --------- | --------- | --------- | --------- | --------- | --------- |
| Population totale                  | 3 043 429 | 2 921 262 | 2 888 558 | 2 847 094 | 2 808 901 | 2 794 184 | 2 794 090 | 2 795 680 | 2 805 998 | 2 857 279 | 2 885 891 |
| Lituanie                           | 2 863 825 | 2 785 241 | 2 758 852 | 2 720 553 | 2 677 926 | 2 656 013 | 2 641 512 | 2 630 516 | 2 637 211 | 2 625 456 | 2 617 590 |
| Population totale née à l'étranger |           | 136 021   | 129 706   | 127 351   | 130 975   | 138 171   | 152 578   | 165 164   | 168 787   | 231 822   | 268 299   |
| Biélorussie                        | 48 523    | 33 613    | 31 101    | 30 018    | 30 841    | 32 167    | 36 003    | 39 630    | 41 542    | 53 856    | 65 881    |
| Russie                             | 80 471    | 58 511    | 54 868    | 52 335    | 50 458    | 49 078    | 48 320    | 47 204    | 60 934    | 63 225    | 63 588    |
| Ukraine                            | 16 648    | 12 347    | 11 281    | 12 418    | 15 447    | 19 565    | 25 690    | 30 626    | 17 870    | 58 799    | 60 642    |
| Royaume-Uni                        | 1 881     | 4 306     | 5 237     | 4 950     | 5 398     | 6 299     | 7 984     | 9 115     | 11 236    | 12 121    | 13 047    |
| Kazakhstan                         | 6 449     | 4 477     | 4 209     | 4 090     | 4 005     | 4 042     | 4 247     | 4 459     | 6 143     | 6 695     | 8 114     |
| Lettonie                           | 8 213     | 5 630     | 5 578     | 5 481     | 5 432     | 5 444     | 5 490     | 5 502     | 6 903     | 6 934     | 7 001     |
| Ouzbékistan                        |           |           |           |           | 752       | 771       | 872       | 1 337     | 1 514     | 2 235     | 6 545     |
| Kirghizistan                       |           |           |           |           |           |           |           |           |           | 1 862     | 4 745     |
| Tadjikistan                        |           |           |           |           |           |           |           |           |           | 1 218     | 4 306     |
| Norvège                            |           | 1 418     | 1 983     | 2 175     | 2 327     | 2 629     | 3 121     | 3 366     | 2 685     | 2 976     | 3 287     |
| Azerbaïdjan                        |           |           |           |           |           | 657       | 662       | 798       | 1 063     | 1 598     | 3 144     |
| Irlande                            |           | 1 465     | 1 642     | 1 593     | 1 594     | 1 705     | 1 908     | 2 056     | 2 827     | 2 972     | 3 088     |
| Inde                               |           |           |           |           |           |           |           |           |           | 411       | 2 743     |
| Allemagne                          | 1 702     | 1 628     | 1 758     | 1 741     | 1 810     | 1 990     | 2 296     | 2 573     | 1 876     | 2 130     | 2 331     |
| Géorgie                            |           |           |           |           |           |           |           |           |           | 1 170     | 1 829     |
| Moldavie                           |           |           |           |           |           |           |           |           |           | 1 190     | 1 597     |
| Pologne                            | 3 144     | 2 167     | 2 079     | 1 970     | 1 876     | 1 809     | 1 763     | 1 705     | 1 439     | 1 394     | 1 374     |
| Turquie                            |           |           |           |           |           |           |           |           |           | 521       | 1 195     |
| États-Unis                         |           |           |           |           |           |           |           |           |           | 965       | 1 065     |
| Espagne                            |           |           |           |           |           |           |           |           |           | 959       | 1 018     |

## Religion
En 2001, la religion prédominante est le catholicisme à 79 %, mais l'orthodoxie (4,05 %), le protestantisme, le judaïsme et l'islam existent aussi, en tant que religions minoritaires. On trouve également à Trakai les derniers karaïtes d'Europe. Le néo-paganisme est renaissant.

## Santé
Il est à noter qu'en 2005, la Lituanie est le pays présentant le plus haut taux de suicide au monde, avec 68,1/100 000 hommes par an et 12,9/100 000 femmes par an,.

## Sources
1. ↑  Indicateurs du World-Factbook publié par la CIA.
2. ↑  Le taux de variation de la population 2018 correspond à la somme du solde naturel 2018 et du solde migratoire 2018 divisée par la population au 1er janvier 2018.
3. ↑  Indicateurs du World-Factbook publié par la CIA.
4. ↑  L'indicateur conjoncturel de fécondité (ICF) pour 2018 est la somme des taux de fécondité par âge observés en 2018. Cet indicateur peut être interprété comme le nombre moyen d'enfants qu'aurait une génération fictive de femmes qui connaîtrait, tout au long de leur vie féconde, les taux de fécondité par âge observés en 2018. Il est exprimé en nombre d’enfants par femme. C’est un indicateur synthétique des taux de fécondité par âge de 2018.
5. ↑  Indicateurs du World-Factbook publié par la CIA.
6. ↑   Le taux de natalité 2018 est le rapport du nombre de naissances vivantes en 2018 à la population totale moyenne de 2018.
7. ↑  Indicateurs du World-Factbook publié par la CIA.
8. ↑   Le taux de mortalité 2018 est le rapport du nombre de décès, au cours de 2018, à la population moyenne de 2018.
9. ↑  Indicateurs du World-Factbook publié par la CIA.
10. ↑  Le taux de mortalité infantile est le rapport entre le nombre d'enfants décédés à moins d'un an et l'ensemble des enfants nés vivants.
11. ↑  L'espérance de vie à la naissance en 2018 est égale à la durée de vie moyenne d'une génération fictive qui connaîtrait tout au long de son existence les conditions de mortalité par âge de 2018. C'est un indicateur synthétique des taux de mortalité par âge de 2018.
12. ↑  L'âge médian est l'âge qui divise la population en deux groupes numériquement égaux, la moitié est plus jeune et l'autre moitié est plus âgée.
13. ↑  (en) « Eurostat - Tables, Graphs and Maps Interface (TGM) table »(Archive.org • Wikiwix • Archive.is • Google • Que faire ?), sur epp.eurostat.ec.europa.eu.
14. ↑  « Évolution de la population - Bilan démographique et taux bruts au niveau national », sur appsso.eurostat.ec.europa.eu (consulté le 29 novembre 2017).
15. ↑  « Indicateur conjoncturel de fécondité »(Archive.org • Wikiwix • Archive.is • Google • Que faire ?), sur ec.europa.eu (consulté le 29 novembre 2017).
16. ↑  « Population Projections Data »(Archive.org • Wikiwix • Archive.is • Google • Que faire ?), sur ec.europa.eu (consulté le 1er décembre 2017).
17. ↑  « Population au 1er Janvier par âge, sexe et type de projection », sur appsso.eurostat.ec.europa.eu (consulté le 29 novembre 2017).
18. ↑  (ru) « Демоскоп Weekly - Приложение. Справочник статистических показателей. », sur demoscope.ru.
19. ↑  (ru) « Демоскоп Weekly - Приложение. Справочник статистических показателей. », sur demoscope.ru.
20. ↑  (ru) « Демоскоп Weekly - Приложение. Справочник статистических показателей. », sur demoscope.ru.
21. ↑  (ru) « Демоскоп Weekly - Приложение. Справочник статистических показателей. », sur demoscope.ru.
22. 1 2  [1]
23. 1 2  (en) « Lietuvos respublikos 2011 metų gyventojų ir būstų surašymo rezultatai - Results of the 2011 Population and Housing Census of the Republic of Lithuania », sur statistics.bookdesign.lt.
24. 1 2  (en) « Home - Eurostat », sur ec.europa.eu.
25. ↑  Recensement de 2001: Population by Religious Confession
26. ↑  (en) Tableau de l'OMS (décembre 2005).
27. ↑  (en) Statistiques de l'OMS (06-06-2006)